# زودرس و دیررس

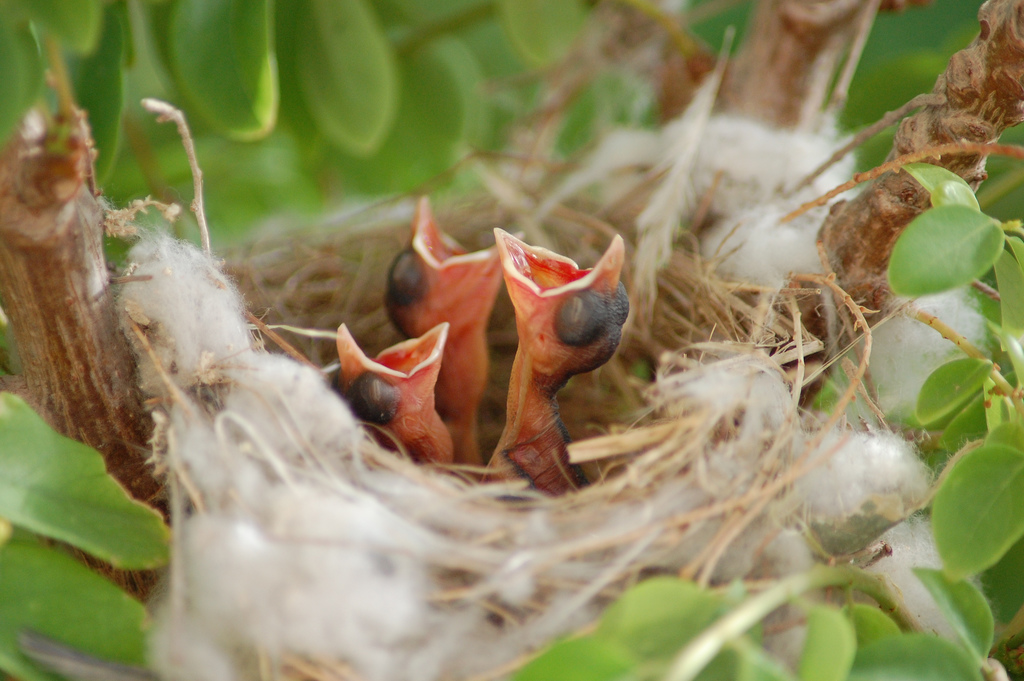
پرندگان جوان دیررس

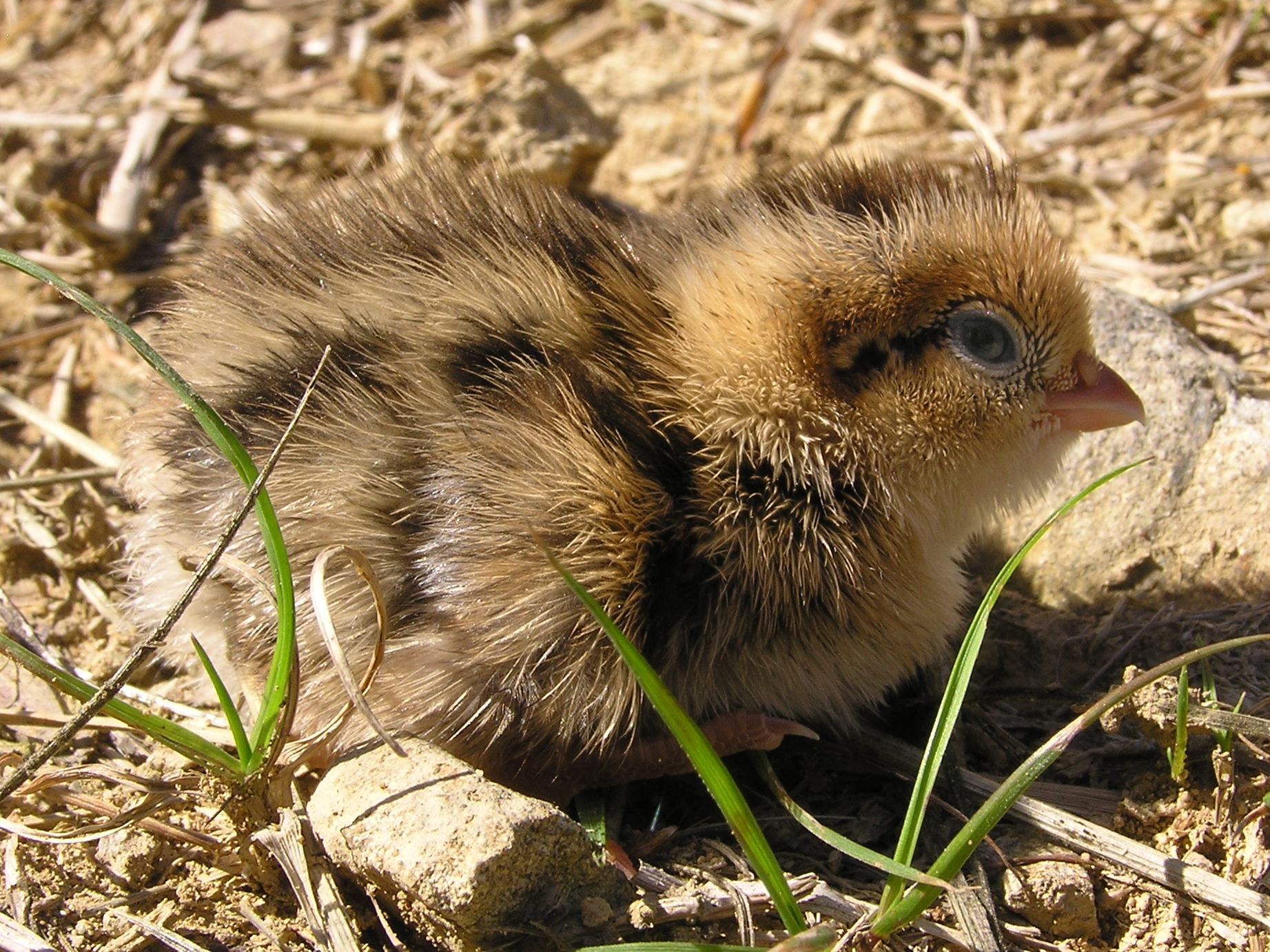
جوجه بلدرچین کالیفرنیا (Callipepla californica)، یک جوجه زودرس

در زیست‌شناسی، گونه‌های دیررس (Altricial) به گونه‌هایی گفته می‌شود که در آن‌ها بچه‌ها در زمان به دنیا آمدن رشد نکرده‌اند، اما با کمک والدینشان پس از تولد بالغ می‌شوند. گونه‌های زودرس (Precocial) به گونه‌هایی گفته می‌شود که در آنها جوان‌ها از لحظه تولد یا جوجه‌کشی نسبتاً بالغ و متحرک هستند. گونه‌های زودرس معمولاً نیازمند (Nififugous) هستند، به این معنی که مدت کوتاهی پس از تولد یا جوجگی، آشیانه را ترک می‌کنند. این دو دسته گاهی یک پیوستار بدون شکاف متمایز بین آنها را تشکیل می‌دهند یعنی ویژگی‌های هر دودسته را دارا هستند.

### ریشه‌شناسی
این کلمه از ریشه لاتین alere مشتق شده است که به معنای شیر دادن، پرورش دادن یا تغذیه است و نشان‌دهنده نیاز به تغذیه و مراقبت از کودکان برای مدت طولانی است. در مقابل، گونه‌هایی که بچه‌هایشان بلافاصله یا زود حرکت می‌کنند، زودرس نامیده می‌شوند.
کلمه "precocial" از همان ریشه precocious گرفته شده است که در هر دو مورد به معنای بلوغ زودرس است.